# Angry Machines
Albums de Dio
Strange Highways
(1994) Magica
(2000)
Angry Machines est le 7e album studio du groupe de heavy metal britannique Dio.

## Liste des titres
Toutes les paroles sont écrites par Ronnie James Dio.
| No  | Titre                               | Musique                       | Durée |
| --- | ----------------------------------- | ----------------------------- | ----- |
| 1.  | Institutional Man                   | Dio, Appice, Tracy Grijalva   | 5:00  |
| 2.  | Don't Tell the Kids                 | Dio, Appice, Grijalva         | 4:13  |
| 3.  | Black                               | Dio, Appice, Grijalva, Pilson | 3:06  |
| 4.  | Hunter of the Heart                 | Dio, Appice, Grijalva         | 4:06  |
| 5.  | Stay Out of My Mind                 | Pilson                        | 6:57  |
| 6.  | Big Sister                          | Dio, Appice, Grijalva, Pilson | 5:27  |
| 7.  | Double Monday                       | Dio, Appice, Grijalva         | 2:50  |
| 8.  | Golden Rules                        | Dio, Appice, Grijalva         | 4:46  |
| 9.  | Dying in America                    | Dio, Appice, Grijalva, Pilson | 4:31  |
| 10. | God Hates Heavy Metal (bonus track) | Dio, Appice, Grijalva         | 3:45  |
| 11. | This Is Your Life                   | Dio, Grijalva                 | 3:18  |

## Composition du groupe
- Ronnie James Dio - chants
- Vinny Appice - batterie
- Tracy Grijalva - guitare
- Jeff Pilson - basse
- Scott Warren - claviers